# Березово (Білозерський район)
Бере́зово (рос. Берёзово) — присілок у складі Білозерського району Курганської області, Росія. Входить до складу Баярацької сільської ради.
Населення — 104 особи (2010, 184 у 2002).